# Тушканчиковые мыши
Тушканчиковые мыши (лат. Notomys) — род грызунов семейства мышиных. Представители рода распространены в Австралии, куда проникли из Азии около 5 млн лет назад. Они способны жить в жарких пустынях, фактически без воды. Половина из известных видов вымерла во время европейской колонизации. Причиной вымирания стало хищничество интродуцированных в Австралию лис и кошек, а также конкуренция с кроликами и домашним скотом.

## Виды
К роду относят 10 видов, из них 5 считаются вымершими:
- Notomys alexis — Spinifex hopping mouse (англ. Spinifex hopping mouse)
- † Короткохвостая тушканчиковая мышь (Notomys amplus). Известна по двум экземплярам, пойманным в Австралии на территории штата Северная территория. С 1894 года сведений нет. Возможно, одичавшие кошки как хищники и кролики как конкуренты в корме способствовали исчезновению этого вида[2].
- Северная тушканчиковая мышь (Notomys aquillo)[2]
- Коричневая тушканчиковая мышь (Notomys cervinus)
- Бурая тушканчиковая мышь (Notomys fuscus)
- † Длиннохвостая тушканчиковая мышь (Notomys longicaudatus) населяла Западную Австралию, Южную Австралию и центральные районы Австралии. С 1901 года сведений нет. Исчезновение связано с воздействием домашнего скота и кроликов на среду обитания этого вида, а также с уничтожением вида лисами и кошками[2].
- † Большеухая тушканчиковая мышь (Notomys macrotis) встречалась в Западной Австралии. Известна по двум экземплярам. С 1843 года сведений нет[2].
- Тушканчиковая мышь Митчелла (Notomys mitchelli)
- † Квинслендская тушканчиковая мышь (Notomys mordax). Известна по одному черепу, найденному в Квинсленде. С 1846 года сведений нет. Достоверность вида сомнительна[2].
- † Notomys robustus